# Síndrome de Bannayan–Riley–Ruvalcaba
La síndrome de Bannayan-Riley-Ruvalcaba (BRRS) és una síndrome de sobrecreuament rar i un trastorn hamartomatós amb aparició de múltiples lipomes subcutanis, macrocefàlia i hemangiomes. La malaltia s'hereta d'una manera autosòmica dominant. La malaltia pertany a una família de síndromes hamartomoses, que inclou també la síndrome de Peutz – Jeghers, la poliposi juvenil i la síndrome de Cowden. La mutació del gen PTEN es basa en aquesta síndrome, així com el síndrome de Cowden, el síndrome de Proteus i la síndrome similar a Proteus, aquests quatre síndromes es coneixen com a síndromes de tumor Hamartoma-PTEN.

## Signes i símptomes
La síndrome de Bannayan-Riley-Ruvalcaba està associada a macrocefàlia i mesoderma hamartoma benignes (hemangiomes múltiples i pòlips intestinals). També es pot presentar una dismoria, així com un desenvolupament retardat de la neuropsicomotricitat. L'ampliació del cap no causa eixamplament dels ventricles ni augment de la pressió intracranial ; els qui ho pateixen tenen un risc més elevat de desenvolupar tumors, ja que el gen implicat en BRRs és la fosfatasa i l'homòleg de la tensina.
Algunes persones tenen problemes de tiroides en consonància amb goll multinodular, adenoma de tiroides, diferenciat no medul·lar càncer de tiroide, la majoria de les lesions creixen lentament. L'afectació visceral i intracranial pot aparèixer en alguns casos i pot causar hemorràgia i compressió mecànica simptomàtica

## Genètica

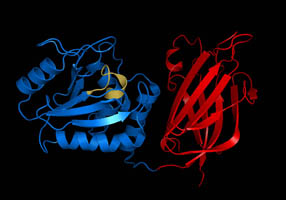
PTEN

La genètica del síndrome de Bannayan-Riley-Ruvalcaba es determina, en la majoria dels casos, a través del gen PTEN que presenta aproximadament 30 mutacions en aquesta condició. Aquest gen que regula el creixement de les cèl·lules, quan no funciona correctament, pot conduir a hamartomes. La ubicació cromosòmica de PTEN és de 10q23,31, mentre que la ubicació molecular és de 87.863.438 a 87.971.930 Hi ha molts síndromes vinculats a la PTEN a part de la síndrome de Bannayan-Riley-Ruvalcaba.
La síndrome combina Bannayan-Zonana, la síndrome de Riley-Smith i la síndrome de Ruvalcaba – Myhre – Smith. El síndrome de Bannayan – Zonana rep el nom de George A. Bannayan i Jonathan Zonana

## Diagnòstic
En termes de diagnòstic del síndrome de Bannayan-Riley-Ruvalcaba, no hi ha cap mètode actual fora de les característiques físiques que puguin estar presents com a signes / símptomes. Hi ha, però, múltiples proves de genètica molecular (i tests citogenètics per determinar el síndrome de Bannayan-Riley-Ruvalcaba.
El diagnòstic diferencial de BRRS consisteix en el síndrome de Peutz-Jeghers, el síndrome de Proteu, la neurofibromatosi tipus 1 i la síndrome de Cowden.

## Tractament

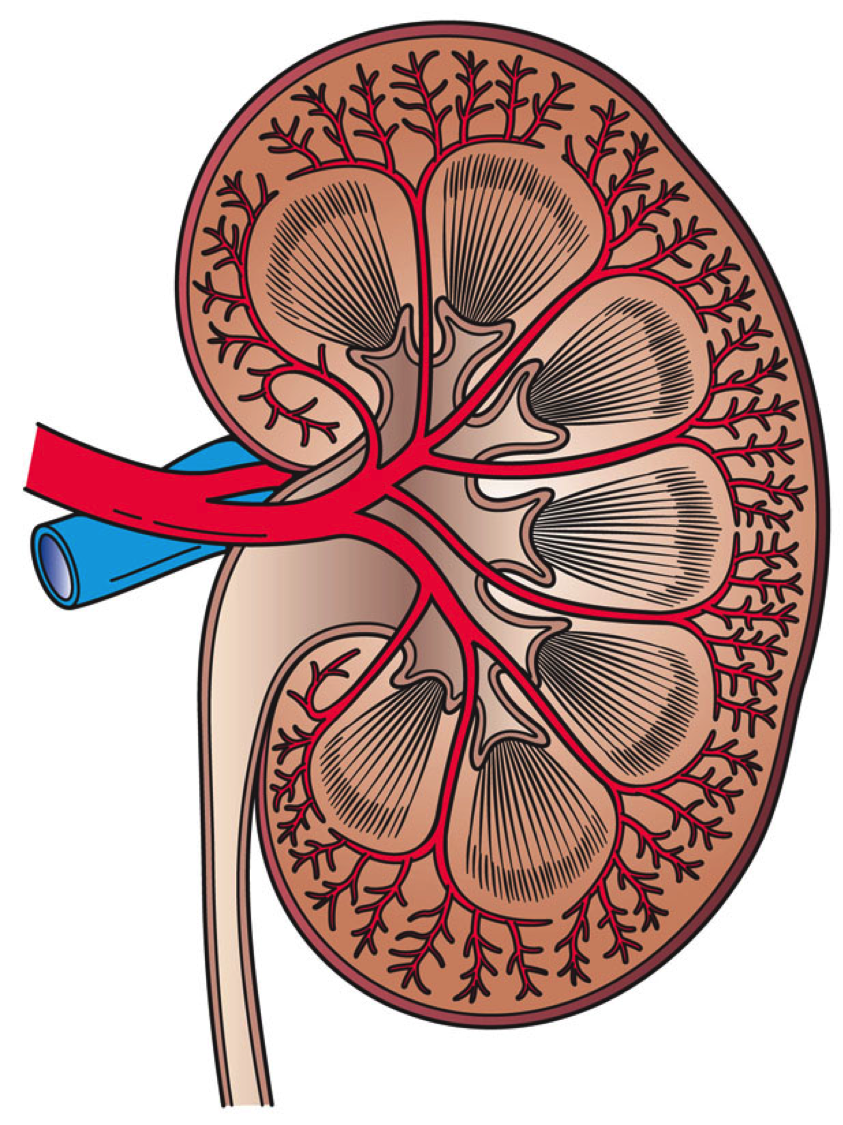
Ronyó

En termes de tractament / maneig, cal observar quins signes o símptomes hi ha i, per tant, tractar-los ja que no hi ha cap altra directriu actual. L'individu afectat ha de controlar el càncer de tiroides, mama i ronyó.